# Nicolai Ramm Østgaard (jurist)
Nicolai Ramm Østgaard, född 21 april 1812 i Trondhjem, död 3 januari 1873, var en norsk jurist och författare.
Østgaard blev student 1831 och juris kandidat 1840. Han tjänstgjorde någon tid i ett statsdepartement, från 1845 som fullmäktig i revisionsdepartementet, och var 1859-72 fogde i Søndre Østerdalen. Östgaard skildrade natur och folkliv i Norge, i synnerhet i En fjeldbygd (1852), vilken fick en vidsträckt läsekrets, samt i Fra skov og fjeld (1858). Han tillhörde en tid styrelsen för norska teatern och skrev för denna flera stycken.